# Clyde Mountain
Clyde Mountain är ett berg i Australien. Det ligger i regionen Eurobodalla och delstaten New South Wales, i den sydöstra delen av landet, omkring 220 kilometer sydväst om delstatshuvudstaden Sydney. Toppen på Clyde Mountain är 781 meter över havet.
Runt Clyde Mountain är det glesbefolkat, med 17 invånare per kvadratkilometer.. Närmaste större samhälle är Braidwood, omkring 18 kilometer nordväst om Clyde Mountain. 
I omgivningarna runt Clyde Mountain växer i huvudsak städsegrön lövskog. Genomsnittlig årsnederbörd är 1 370 millimeter. Den regnigaste månaden är mars, med i genomsnitt 189 mm nederbörd, och den torraste är juli, med 28 mm nederbörd.